# Aspartate kinase
L'aspartate kinase est une kinase qui catalyse la réaction :
ATP + L-aspartate  {\displaystyle \rightleftharpoons }  ADP + 4-phospho-L-aspartate.
Cette famille d'enzymes engage la biosynthèse d'acides aminés de la famille de l'aspartate, c'est-à-dire la thréonine, la méthionine et la lysine. Elles n'existent que chez les plantes et les microorganismes : leur absence chez les animaux en font des acides aminés essentiels chez ces derniers.
Il existe chez Escherichia coli trois isoenzymes notées thrA, metLM et lysC qui permettent une régulation par la thréonine, la méthionine et la lysine respectivement. La thréonine et la lysine agissent comme inhibiteurs de leur isoenzyme spécifique, tandis que l'expression génétique des trois formes de l'enzyme est réprimée par des concentrations élevées en produits finaux de chacune des trois voies métaboliques considérées. L'inhibition allostérique des formes thrA et lysC fonctionne peut-être sur le modèle des morphéines.
Le fait que ces enzymes soient absentes chez les animaux en fait une cible privilégiée à la fois pour les herbicides et pour l'amélioration des récoltes.